# Oberschrot
Oberschrot est une localité et une ancienne commune suisse du canton de Fribourg, située dans le district de la Singine. Depuis la fusion intervenue le 1er janvier 2017, cette localité fait partie de la commune de Planfayon.

## Géographie
Selon l'Office fédéral de la statistique, Oberschrot mesure 5,35 km2. 7,8 % de cette superficie correspond à des surfaces d'habitat ou d'infrastructure, 56,9 % à des surfaces agricoles, 34,9 % à des surfaces boisées et 0,4 % à des surfaces improductives.

## Démographie
Selon l'Office fédéral de la statistique, Oberschrot compte 1 185 habitants en 2022. Sa densité de population atteint 221 hab./km2.
Le graphique suivant résume l'évolution de la population d'Oberschrot entre 1850 et 2008 :